# 古谷真吾
古谷 真吾（ふるや しんご、1932年 - 1988年7月19日）は、日本の実業家。元・阪神タイガース球団代表。

## 来歴・人物
1955年に大阪大学経済学部を卒業後、阪神電気鉄道に入社。阪神甲子園パークや阪神甲子園球場を管轄する事業部門で長く勤め、1983年に球団専務、1986年7月に同常務と昇進したのち、1988年6月10日付で球団の専務取締役社長へ就任した。
しかし、球団代表の交代による多忙さに加えランディ・バースの退団や掛布雅之の引退など数々の騒動によるマスコミ対応などに追われた結果心労を重ね、就任からわずか1ヶ月後の1988年7月19日未明に東京都千代田区のホテルニューオータニで飛び降り自殺を図り死去した。56歳没。